# Перфильев, Евгений Леонидович
Евгений Леонидович Перфильев (1890—1938) — военный прокурор Киевского военного округа, диввоенюрист.

## Биография
Родился в русской семье чиновника. Окончил гимназию в Перми и поступил на юридический факультет Петербургского университета. Окончив три курса, был призван в армию. В феврале 1915 окончил Павловское военное училище, участник Первой мировой войны. С 1915 по 1917 воевал в составе 241-го Седлецкого стрелкового полка и 29-го Сибирского стрелкового полка, в боях пять раз ранен. После Февральской революции в 1917 избран председателем полкового комитета. В конце того же года исполнял обязанности командующего войсками Туркестанского военного округа. После Октябрьской революции назначен военным комиссаром Туркестанской Советской Республики. Член РКП(б) с 1918.
В Красной армии с сентября 1918, участник Гражданской войны, воевал против отрядов атамана А. И. Дутова, в 1918—1919 в составе Елецкой группы войск, в боях дважды ранен. В дальнейшем на должностях политсостава, был военкомом 1-й бригады в 49-й стрелковой дивизии. С весны по осень 1919 воевал против войск адмирала А. В. Колчака. После чего перешёл на службу в органы военной юстиции. До 1923 председатель военного трибунала 2-го стрелкового корпуса. С августа того же года находился в распоряжении Военной коллегии Верховного суда СССР, в сентябре назначен членом коллегии военного трибунала Петроградского (затем Ленинградского) военного округа. С августа 1924 военный прокурор того же округа. С 1928 работал в должности военного прокурора Украинского (затем Киевского) военного округа.
В июне 1937 по политическому недоверию уволен в запас. Арестован НКВД 22 января 1938, Военной коллегией Верховного суда СССР 2 октября 1938 по обвинению в участии в военном заговоре приговорён к расстрелу и расстрелян в тот же день. Определением Военной коллегии ВС СССР от 18 сентября 1956 посмертно реабилитирован.

## Звания
- прапорщик (1.2.1915); (01.02.1915)Высочайший приказ от 1-го Февраля 1915 года.Производятся из юнкеров в Прапорщики:
- поручик (после 1915);
- бригвоенюрист (после 1935).
- диввоенюрист (1936).

## Награды
- орден Красного Знамени (1922).[3][4]